# 에다 사쓰키
에다 사쓰키(일본어: 江田 五月, 1941년 5월 22일~2021년 7월 28일)는 4선 중의원 의원과 4선 참의원 의원을 지낸 일본의 정치인이다.
아버지는 일본사회당 부위원장을 지낸 전 중의원 의원 에다 사부로다.

## 생애

### 학창 시절
1941년 5월에 오카야마현 조토군 사이덴정(현 오카야마시 나카구)에서 태어났다. 오카야마현립 오카야마 아사히 고등학교를 졸업한 뒤 1960년에 도쿄 대학에 입학했다. 대학생 때 자치회 위원장을 맡은 적이 있었는데 대학관리제도 개혁에 반발하며 학생 시위를 주도했다가 1962년 11월에 퇴학 처분을 받았다.
1963년 9월 학생 운동과 절연할 것을 선언한 뒤 대학에 복학했다. 법학부에서 마루야마 마사오의 가르침을 받으며 요시노 사쿠조를 연구하는 등 법률을 공부했다. 그리고 1965년 사법시험에 합격했다.
1966년 도쿄 대학 법학부를 졸업하고 제20기 사법수습생이 되었다. 1968년 수습을 끝낸 뒤 판사보로 임관하여 도쿄·지바·요코하마지방재판소에서 근무했다. 1969년에는 인사원 유학 제도의 혜택을 받아 구로다 하루히코, 하야시 야스오 등과 함께 영국으로 유학을 가 옥스퍼드 대학교 대학원에서 석사 과정을 수료했다.

### 정계 입문
36살 생일을 맞이한 1977년 5월 22일에 아버지인 에다 사부로가 급서했다. 일본사회당에서 정치 활동을 하던 에다 사부로는 간 나오토, 안도 진베에 등과 함께 사회당을 탈당한 뒤 사회시민연합을 결성했는데 그로부터 불과 2개월 만에 사망한 것이었다. 사망할 때 에다 사부로는 국회의원 신분이 아니었기에 다가오는 1977년 참원선에 출마하고자 준비하고 있었다. 그런데 선거 공시일 전날에 사망하자 사시련은 아들인 에다 사쓰키에게 아버지의 뜻을 이어받을 것을 권했다. 에다는 이를 받아들였고 24일 재판관을 사직한 뒤 사시련 공천을 받아 전국구에 출마해 당선됐다.
1978년에 사시련은 덴 히데오, 나라자키 야노스케, 하타 유타카 등과 세력을 합쳐 사회민주연합을 새롭게 결성했다. 대표는 하타가 맡았으며 에다는 부대표가 되었다. 1983년 6월의 참원선 출마를 포기하는 대신 12월에 총선에 출마했다. 지역구는 오카야마현 제1구로 당선되면서 중의원 의원이 되었다.
1985년에 사민련 대표로 취임했다. 에다는 보수 성향의 자유민주당 정권을 무너뜨리고 야당 연합 정권을 수립하는 구상을 하고 있었다. 구체적으로 사민련이 결절점 역할을 해서 사회당, 민사당 등 3당이 브릿지 회파를 만들거나 공명당까지 참여한 사공민 노선 등을 주창했다. 하지만 1986년 양원 동시 선거에서 자민당이 중의원에서 유례가 없는 304석을 획득하는 압승을 거두면서 사공민 노선은 결실을 보지 못했다.
1992년에는 자민당이 내분에 휩싸여 하타 쓰토무, 오자와 이치로 등이 개혁포럼21을 결성해 여당 내 야당이 되었으며 호소카와 모리히로는 자민당을 탈당하여 일본신당을 결성했다. 이 무렵 에다는 정책집단 시리우스를 결성해 사회당 우파를 포괄하는 개혁파 세력을 결집하고자 했다. 당시 사회당에선 아카마쓰 히로타카 등 소장파 개혁 성향의 정치인들이 조금씩 등장하고 있었다.
1993년 총선에서 하타·쓰토무 등이 자민당을 탈당해 만든 신생당, 다케무라 마사요시·다나카 슈세이·하토야마 유키오 등이 창당한 신당 사키가케, 호소카와·고이케 유리코 등이 중심이 된 일본신당이 의석을 크게 늘려 신당 붐이 일었다.

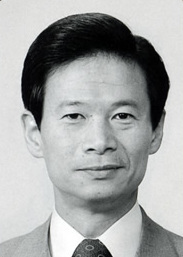
과학기술청 장관 시절의 에다 사쓰키.

그 결과 자민당은 과반에 못 미치는 의석에 그쳐 미야자와 기이치는 총리대신 자리에서 물러났다. 그리고 오자와의 주도하에 사회당, 공명당, 민사당, 일본신당, 사키가케, 신생당, 사민련 등이 함께 비자민·비공산 연립 정권을 수립하는 데 성공했다. 이로써 38년에 걸친 55년 체제가 붕괴하고 호소카와 내각이 수립됐다. 에다는 이때 입각하여 과학기술청 장관이 되었다.
1994년 사민련이 해산한 뒤 에다는 아베 쇼고와 함께 일본신당에 합류했다. 그리고 부대표에 취임했다. 하지만 같은 해 4월에 호소카와가 불과 8개월 만에 사의를 표명하고 이후 총리대신이 된 하타도 사회당이 연립에서 이탈하면서 2개월 만에 정권을 상실했다. 사회당과 손을 잡은 자민당이 여당으로 복귀하자 야당을 하나로 묶으려는 움직임이 일었고 그 결과 신진당이 창당되었는데 에다도 여기에 참여했다.
1996년에 오카야마현지사 선거에 출마하기 위해 중의원 의원을 사임하고 신진당을 탈당했다. 현지사 선거에서 동향 출신인 전 농림수산상 가토 무쓰키나 신진당을 지지하던 창가학회의 지원을 받았지만 대학교 후배이자 건설관료 출신으로 자민당의 지지를 받은 이시이 마사히로에게 패배했다.

### 민주당 시절

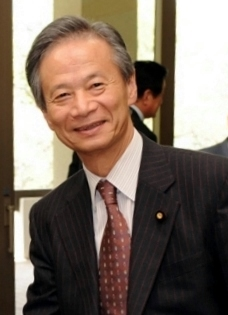
참의원 의장 관저에서 촬영된 에다 사쓰키(2008년 4월).

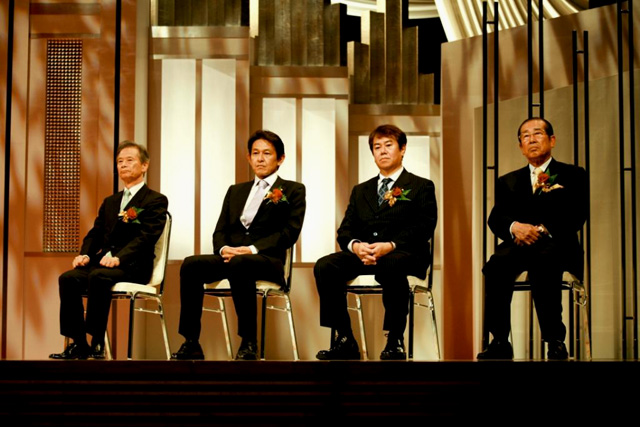
2009년 10월에 촬영한 사진. 왼쪽부터 에다, 내각관방부장관 마쓰노 요시히사, 총무상 하라구치 가즈히로, 일본방송협회장 후쿠치 시게오.

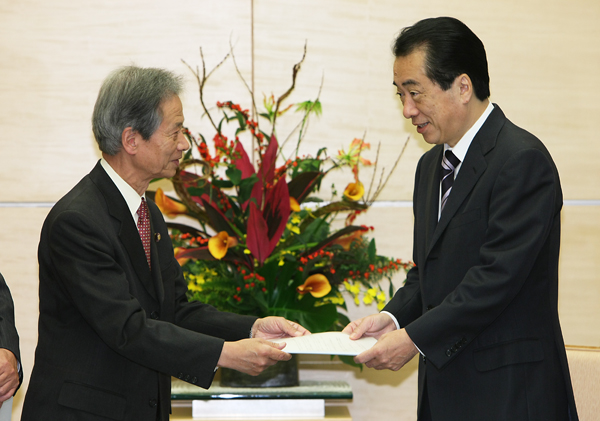
NPO 의원연맹 공동대표 자격으로 간 나오토와 만나고 있다(2010년 12월).

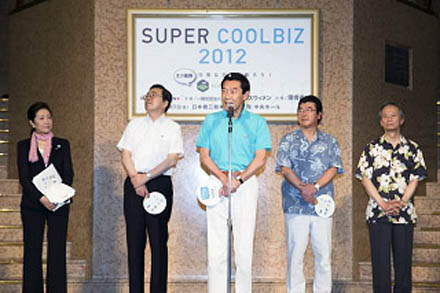
2012년 6월에 촬영한 사진. 왼쪽부터 고이케 유리코, 사이토 데쓰오, 에다, 오자와 사키히토, 요코미쓰 가쓰히코.

현지사 선거에서 패배한 뒤 잠시 변호사 활동을 하다가 신진당이 아니라 민주당에 합류했다. 그리고 1998년 참원선에 민주당 공천을 받고 출마해 당선되면서 2년 만에 정계에 복귀했다. 2004년 참원선 때는 오카야마현 선거구의 의원 정수가 2명에서 1명으로 줄었지만 무난하게 당선에 성공했다.
2007년 참원선에서 민주당이 의석 수를 크게 늘려 여당인 자민당은 참의원에서 과반을 상실했다. 이에 민주당이 창당 이래 처음으로 참의원 의장을 배출하게 되었는데 이때 만장일치로 에다가 선출됐다. 에다는 일본기자 클럽에서 강연하면서 중의원이 의결한 법률안을 참의원이 수정하거나 부결해도 중의원에서 재의결하는 것이 가능한 「일본국 헌법」 제59조제4항은 예외 중의 예외 규정이라고 말했다.
1971년 이래 중립성을 지키기 위해 양원 의장단은 소속 정당과 파벌에서 이탈하고 차기 선거에 출마할 때도 무소속으로 입후보하는 것이 관례로 정착됐지만 에다는 의장이 된 뒤에도 민주당 당적을 유지했고 2010년 참원선 때도 민주당 공천을 받고 출마했다. 2010년 참원선 이후 의장에서 물러났으며 그후 민주당에서 최고고문과 윤리위원장을 맡았다.
2011년 1월 간 내각 (제2차 개조)에서 법무상이 되어 18년 만에 재입각했다. 국회의장 경험자가 국무대신이 된 건 중의원 의장을 지낸 나카무라 우메키치가 제2차 다나카 가쿠에이 내각 (제1차 개조)에서 법무상을 역임한 지 38년 만의 일이다. 취임 당일 기자회견에서 에다는 "사형이란 건 여러 결함을 안고 있는 형벌이다. 국민 여론이나 세계의 큰 흐름도 고려해 정치가로서 판단해야 한다", "애초에 인간은 언젠가 목숨을 잃는 존재다. 그렇게 (집행을) 서두를 것도 없지 않나 싶다"라고 말했다. 그런데 10여 일 뒤에는 "결함이라는 건 조금 말이 지나쳤으니 정정하고 싶다"라고 사실상 발언을 철회했다. 그러면서 "어떤 생명도 소중히 해야 한다는 게 이 세상에 없다면 따뜻한 인간 사회는 성립할 수 없다. 그런 의미에서 되돌릴 수 없는 사형을 어떻게 대해야 할지 진심으로 고뇌하고 있다"라고 했다. 결국 에다는 법무상으로 재직하는 약 8개월 동안 한 차례도 사형 집행 명령을 내리지 않았다.
법무상이 된 지 4일 뒤에 민주당이 2009년 총선 때 들고나왔던 매니페스토를 재검토하겠다고 표명하자 에다는 기자회견에서 "(그 매니페스토는) 우리가 집권하지 않았을 때 가스미가세키가 민주당에 충분한 정보를 제공하지 않아 '마음의 눈으로 보면 이렇지 않을까' 하면서 만든 부분이 있다", "실현하기엔 여러 숨겨진 장애가 있었다. 실제로 정권을 담당하고 나서 여러 가지를 알게 됐다. 상황이 바뀐 것도 있고 매니페스토를 한번 제대로 점검해서 보다 성숙된 부분이 있다면 그렇게 바꿔 가자"라고 했다. 민주당이 매니페스토를 재검토하게 된 건 ▲전관예우 알선을 전면적으로 금지 ▲국가공무원 총인건비를 20% 삭감 ▲재량권 없는 지자체 보조금 폐지 ▲중의원 비례대표 정수 80석 축소 등 행정 개혁을 추진해 16.8조 엔의 재원을 만들어내겠다고 공언했지만 이것이 사실상 불가능해 2012년 예산안을 짜기가 어려워진 것에서 기인했다. 이런 상황에서 에다가 마음의 눈 운운하자 『산케이 신문』은 "관료가 친절하게 가르쳐주질 않아 적당히 만들었다니 (민주당이 내세운) 정치주도 간판이 울겠다", "편의주의가 극에 달했다"라며 비판했다.
오사카 지검 특수부 주임검사 증거 조작 사건을 반성한다는 취지로 만들어진 법무상의 자문기관인 검찰 본연의 자세를 검토하는 회의가 검경이 피의자를 수사할 때 녹화·녹음하는 관행에 대해 즉시 충분한 검토를 거쳐야 한다고 제의했지만 에다는 4월 8일 검사총장 가사마 하루오에게 지검 특수부가 피의자를 수사할 때 녹화·녹음을 하라는 지시를 내렸다. 8월 8일에는 녹화·녹음의 범위를 배심원 재판의 대상이 되는 모든 사건에 확대하라고 지시했다.
6월 27일에 환경상 마쓰모토 류가 동일본 대진재 부흥대책담당상으로 자리를 옮기자 에다가 환경상을 겸하게 됐다. 하지만 2개월여 뒤에 노다 내각이 발족하면서 에다는 내각에서 물러났고 민주당 최고고문으로 복귀했다. 10월 21일 참의원 헌법심사회장 선거에서 에다는 22표를 받아 23표를 얻은 자민당의 고사카 겐지에게 패배했다.

### 정계 은퇴와 사망
2016년 참원선에 불출마하면서 정계를 은퇴했다. 같은 해 11월 3일 참의원 의장으로서 국회의 원활한 운영에 기여한 공로를 인정받아 동화대수장을 수훈했다.
2021년 7월 28일 폐렴으로 오카야마시의 한 병원에서 사망했다. 향년 80세. 사후에 종2위에 추서됐다.
2022년 7월 18일 에다 사쓰키 씨를 기리는 모임이 개최돼 간 나오토, 가이에다 반리, 이시다 미에, 이즈미 후사호, 구마가이 히로토, 후지스에 겐조 등 500여 명이 참석했다.

## 위안부 문제
2007년 2월 21일 미국 연방하원의원 마이크 혼다가 제121호 결의안 통과를 위해 노력하는 것에 동조해 이용수를 초대해 열린 집회에 고리 가즈코, 오카자키 도미코, 마도카 요리코, 지바 게이코, 나타니야 마사요시(이상 민주당), 후쿠시마 미즈호(사회민주당), 요시카와 하루코(일본공산당)와 함께 참석했다.
마이크 혼다가 2008년 1월 8일 일본을 방문하자 가미모토 미에코, 미즈오카 슌이치, 가미 도모코, 니히 소헤이 등과 함께 면회했다. 에다는 혼다가 위안부 문제에 대해 일본 정부에 공식적인 사죄를 요구하는 미국 연방하원 제121호 결의안 제출을 주도한 것과 결의안이 하원을 통과한 것에 대해 의의를 표명했다. 이에 혼다는 "위안부 문제로 일본인에게 죄를 인정하게 하는 건 매우 어려운 과제지만 여러분과 같은 마음이다"라고 답했다.
2013년 12월 18일에는 2박3일 일정으로 대한민국을 방문했다. 에다는 전후 보상을 생각하는 의원연맹 소속 국회의원 11명을 이끌고 단장 자격으로 한국을 찾아 여성가족부 장관 조윤선과 회담했다. 조윤선은 "일본 국내에 전후 문제에 대해 관심을 가지고 활동해주는 일본 의원이 있어 일본군 위안부 문제 등 과거 문제의 해결에 기대감을 가지는 게 가능할 것 같다"라고 했으며 에다는 "위안부 문제가 악화되는 것에 대해 마음이 아프다. 하시모토 도루 오사카시장은 고노 담화가 근거가 없다고 하지만 고노 담화나 무라야마 담화는 근거가 있다고 생각한다"라는 견해를 밝혔다. 동행한 가미모토 미에코도 "위안부 문제는 과거가 아니라 현재의 문제라는 장관의 인식에 공감한다. 일본 국내에서의 분쟁이며 성폭력의 해결 행동 과제에 위안부 문제를 포함하고자 노력하고 있다"라고 했다.

## 정치 자금 문제
2009년 9월 30일 비서와 후원자의 클럽에서 회식 때 지급을 정치 자금에서 지출했다고 지적받았다. 이에 대해서 사무실은 비서가 후원자들과 함께 식사를 함께 한 것의 에다 자신의 관여는 없었다고 밝혔다.

## 역대 선거 기록
|  | 0% |

|  | 17.94% |

|  | 17.19% |

|  | 17.7% |

|  | 23.98% |

|  | 47% |

|  | 39.27% |

|  | 55.66% |

|  | 54.85% |

### 내용주
1. ↑  에다 사부로가 제2차 인민전선 사건에 관여해 복역하고 있을 때 아내가 면회를 간 적이 있었다. 이때 에다 사부로는 아내에게 "시리우스는 보이는가"라고 말했는데 여기에서 정책집단 시리우스가 유래했다. 시리우스는 새벽을 의미한다.
2. ↑  중의원 의장을 지낸 오노 반보쿠, 마쓰나가 도, 마스타니 슈지, 나카무라가 의장 퇴임 후 입각한 사례는 있지만 참의원 의장 퇴임 후 입각한 건 지금껏 에다가 유일하다. 에다는 처음엔 꺼려했지만 의장 경험자가 필요하다는 간의 요청을 결국 받아들였다고 훗날 밝혔다.[4]